# Greatest Hits (Tom Petty)
Greatest Hits är ett samlingsalbum av Tom Petty & the Heartbreakers, släppt 1993.
Albumet är Pettys mest sålda och certifierades av RIAA i november 2003 för 10x platina (över tio miljoner sålda exemplar). Det blev som bäst femma på Billboard 200.
Utöver gruppens tidigare hits innehåller albumet två nya låtar, "Mary Jane's Last Dance" och Thunderclap Newman-covern "Something in the Air". Den förstnämnda gavs ut som singel och nådde 14:e plats på Billboard Hot 100.

## Låtlista
Låtarna skrivna av Tom Petty, där inget annat namn anges.
1. "American Girl" – 3:30
2. "Breakdown" – 2:42
3. "Listen to Her Heart" – 3:01
4. "I Need to Know" – 2:23
5. "Refugee" (Tom Petty, Mike Campbell) – 3:21
6. "Don't Do Me Like That" – 2:40
7. "Even the Losers" – 3:35
8. "Here Comes My Girl" (Tom Petty, Mike Campbell) – 4:33
9. "The Waiting" – 3:54
10. "You Got Lucky" (Tom Petty, Mike Campbell) – 3:37
11. "Don't Come Around Here No More" (Tom Petty, David A. Stewart) – 5:06
12. "I Won't Back Down" (Tom Petty, Jeff Lynne) – 2:56
13. "Runnin' Down a Dream" (Tom Petty, Jeff Lynne, Mike Campbell) – 4:23
14. "Free Fallin'" (Tom Petty, Jeff Lynne) – 4:14
15. "Learning to Fly" (Tom Petty, Jeff Lynne) – 3:57
16. "Into the Great Wide Open" (Tom Petty, Jeff Lynne) – 3:38
17. "Mary Jane's Last Dance"– 4:32
18. "Something in the Air" (John Keene) – 3:15